# Агстафинский район
Агстафи́нский райо́н (азерб. Ağstafa rayonu) — район на северо-западе Азербайджана. Административный центр — город Агстафа.

## Этимология
Название района происходит от названия районного центра, города Агстафа. Сам же топоним Агстафа получил название по реке Агстафачай, протекающей через город. Гидроним «Агстафа» происходит от слова «ахсу» (питьевая вода) и «тафа» (звон), в смысле «звонкая река».

## История
Район образован 24 января 1939 года из 15 сельсоветов Газахского района. 4 декабря 1959 года ликвидирован, территория присоединена к Газахскому району.
24 апреля 1990 года решением Президиума Верховного Совета Азербайджанской ССР Агстафинский район был вновь выделен из состава Газахского района на территории 1939—1959 годов.

## География и природа
Район граничит на западе с Газахским районом, на востоке — с Товузским районом, на севере с Грузией, на юге с Арменией.
Агстафинский район расположен на северо-восточном склоне Большого Кавказа, Гянджа-Газахской наклонной равнине и Джейранчёльской низменности. Рельеф района преимущественно низменный (Гянджа-Газахская и Караязинская равнины), небольшие территории на западе и северо-западе — гористые. Территория района образована из меловых, палеогенных и антропогенных отложений. Из полезных ископаемых — строительный камень, бентонитовая глина, песок, гравий, сырьё для цемента и прочее. На территории района распространены горно-каштановые, горные серо-бурые каштановые, горно-лесные светло-каштановые почвы. Растения степного и полупустынного типа, территории зарастают полынью и солянкой. На берегу Куры распространены тугайные леса.
Из животных на территории района обитают медведи, волки, лисы, кабаны, зайцы-русаки, полевые мыши. Из птиц — турачи, куропатки, голуби, фазаны.
На территории района расположен Гараязский заповедник, созданный для охраны тугайских лесов. На территории заповедника из зверей обитают кабаны, волки, лисы, зайцы, барсуки, белки, из птиц — куропатки, орлы, из перелетных птиц — утки, белые и чёрные лебеди, аисты.
Климат умеренный жаркий, сухой субтропический. Зима чаще всего засушливая. Средняя температура в январе −5,0 — 0°С, в июле 18 — 25°С. Среднегодовой уровень осадков — 350—700 мм. Через Агстафинский район протекают реки Кура, Акстафа и Гасансу. Есть солёные озера.

## Население
| Численность населения | Численность населения | Численность населения | Численность населения | Численность населения | Численность населения | Численность населения |
| 1939                  | 1991                  | 1999                  | 2009                  | 2013                  | 2014                  | 2018                  |
| --------------------- | --------------------- | --------------------- | --------------------- | --------------------- | --------------------- | --------------------- |
| 31 257                | ↗63 600               | ↗73 994               | ↗80 222               | ↗82 700               | ↗83 600               | ↗87 200               |

В 2009 году плотность населения составила 52 человека на км².
На 2009 год 75 % населения района проживало в сёлах.

## Административное устройство
В состав Акстафинского района входят: город Агстафа, девять посёлков (Ази-Асланов, Вургун, Гараязы, Джейранчёль, Пойлу, Салоглы, Союкбулак, Союкбулаклар, Шакарлы) и двадцать девять сёл (Аггёль, Ашагы-Гёйджали, Ашагы-Кесаман, Бёюк-Кясик, Гасансу, Гачаг Керем, Гёйджали, Даг-Кесаман, Дюзкышлак, Енигюн, Зелимхан, Карагасанли, Кечвелли, Колаир, Кырах-Кесаман, Кырылы, Кёгнакышлак, Кёлхалфали, Кёчаскер, Молладжафарли, Муганлы, Пирили, Пойлу, Садыхлы, Салахлы, Татлы, Хатаи, Хылхына, Эйналлы, Ярадуллу).
В районе функционирует 24 муниципалитета.

## Экономика
Район относится к Газах-Товузскому экономическому району. Является преимущественно сельскохозяйственным. Развивается виноградарство, животноводство, хлеборобство. На 2004 год в хозяйствах содержится 21 008 голов крупного, 145 992 головы мелкого рогатого скота, 221 913 единиц птиц. 115,8 тысяч гектар плодородных земель. Из них 72,9 тысячи гектар выделено под пастбища, 20,5 тысяч гектар засеяно. Сбытом и оборотом продукции занимается АООТ «Акстафинское государственное предприятие по производству сельскохозяйственной продукции». В 2017 году виноградари района получили более 2,8 тысячи тонн винограда.
В районе действуют 26 промышленных предприятий. Промышленные предприятия в основном занимаются производством сельскохозяйственной продукции и обрабатывающей промышленностью. Действуют завод молока и молочных продуктов (АООТ «Ceyrançöl»), животноводческий комплекс, песчано-гравиевый и каменный карьеры, завод по добыче вулканического пепла, асфальтовый завод, ткацкая и ковроткацкая фабрики.

## Инфраструктура
Через территорию района проходит в общей сложности 112 километров автодорог республиканского значения, 66,2 километров железных дорог. Через Акстафинский район проходят нефтепроводы Баку — Тбилиси — Джейхан и Баку — Супса, газопровод Баку — Эрзурум.
Для постоянного обеспечения населения электроэнергией работают подстанции и трансформаторы. Все населённые пункты обеспечены телефонной связью, 85 % всех АТС в районе — электронные.

## Культура
Издается общественно-политическая газета «Акстафа».

## Образование
На 2009 год действуют 34 дошкольных учреждения, 39 среднеобразовательных школ, в которых обучалось на 2009 год 12 542 учеников, средняя техническая школа, 38 домов культуры, 2 музея, 49 библиотек.

## Здравоохранение
Расположено 13 больниц на 560 коек, 1 поликлиника, 7 врачебных амбулаторий, 1 детская поликлиника, центр эпидемиологии и гигиены, 18 фельдшерско-акушерских пунктов. На 2009 год в медучреждениях района работал 131 врач, 8 стоматологов, 455 средних медицинских работников, включая 59 акушеров.

## Достопримечательности
В селе Даш Салахлы расположен албанский храм (VII век)[уточнить], башня в селе Кырак Кесаман (XVII век), две мечети XIX века, дом Исрафил-ага (1900), комплекс мавзолеев в селе Пойлу (8 мавзолеев, XIX век), мечети в селах Дюзкишлак, Карагасанли, Колхалфали, Даг Кесаман (все XIX века).
Существует ряд мест раскопок, где обнаружены следы культуры палеолита, неолита, энеолита.